# New London (Minnesota)
New London – miasto w Stanach Zjednoczonych, w stanie Minnesota, w hrabstwie Kandiyohi.